# 한자 문화권
한자 문화권(漢字文化圈) 또는 동아시아 문화권(東-文化圈), 동아 문화권(東亞文化圈)은 문화권의 한 종류로, 표어문자인 한자를 자국의 언어 체계에 안에 도입하고 있거나, 과거에 차용한 동아시아를 중심으로 한 지역을 가리키는 용어이다. 좁게는 한자를 언어 표기의 수단으로 사용하는 중국 대륙과 홍콩, 마카오, 대만 등을 한자문화권으로 보나, 넓게는 한자어를 차용하여 사용하는 한국(대한민국, 조선민주주의인민공화국), 일본, 베트남을 포함한다. 경우에 따라 몽골 또한 포함되기도 하며 베트남 남부는 인도 문화권으로 분류되어 제외되기도 한다.

## 개요
일본의 역사 학자 니시지마 사다오는, 그의 이론 '동아시아 세계론'에서, '책봉'(冊封)으로 대표되는 중국을 중심으로 한 주변 세력과의 국제적 정치 구조를 통해 유교와 율령(律令), 불교, 한자 문화가 전파돼 이 문화요소들이 공통분모로서 작용하였다는 학설을 내놓았다. 그의 설명에 의하면, 한자문화권은, 중국과 중국황제로부터 '책봉'을 받은 주변의 여러 민족 가운데, 한문(중고 한어)를 모체로 하여 중국 왕조의 국가체계나 정치사상을 필두로 문화, 가치관 등을 스스로 받아들여, 이를 발전시켜가며 중국 왕조와 긴밀하거나 느슨한 공유를 계속해온 지역을 가리킨다. 이래, 한자문화권은 역사학에서 말하는 '문화권'의 개념 형성 모델 중 하나가 되었다.
현재의 지역 구분을 바탕으로 한자문화권을 언급하면, 동아시아 지역과 대부분 겹치며, 구체적으로는 현재의 중화인민공화국, 중화민국, 베트남, 대한민국, 조선민주주의인민공화국, 일본이 여기에 포함된다. 단, 현재의 한자 문화권 지역에서 중화권 국가 외에, 일상적으로 한자를 언어의 표기 체계로 사용하는 국가는 일본 정도이다. 한반도의 경우, 14세기의 훈민정음 반포 이래 한글 표기체계가 도입되었으며, 조선 후기 및 일제 강점기를 거치며 본격적으로 한글이 저변화되어, 제2차 세계대전 종전 후 남쪽의 대한민국에서는 자체적으로 한글표기법이 제정되고 한자는 필요에 따라 괄호 안에 부수적으로 표기하는 형태로, 북쪽의 조선민주주의인민공화국에서는 한자 표기가 공식으로 폐지되는 방향으로 변화했다. 베트남의 경우 한자를 근간으로 한 쯔놈 표기를 거쳐, 로마자 표기를 사용한 꾸옥응으로 표기 체계가 바뀌었다.

## 역사
한자 문화권이란 것은 정확히 말하자면 자국의 언어에 한자라는 표의문자를 차용하여 사용하는 국가들을 뜻하는 것이다. 마치 한자 문화권이라는 의미를 중국 문화를 사용하는 국가들로 표현하는 것은 틀린 것으로 한국과 일본 등은 중국 문화를 사용하지 않고 자국의 한(韓)민족 문화, 일본 문화를 사용한다. 중국 문화를 사용하는 곳은 중국과 대만이라는 중화권에 한정되어 있다. 옛 한국과 일본은 자국의 언어에 표의문자 한자를 차용하여 사용하였다. 그 예로 에도(江戶)시대 일본에서는 쇼군이 바뀔 때마다 조선에서 조선 통신사가 파견되었다. 통신사절과 말로서는 서로 통하지 않았던 일본의 에도 유학자들은 한자 필담으로 조선 유학자와 유학 논쟁을 주고받았다. 아메노모리 호슈와 같이 조선어에 조예가 깊은 유학자도 있으나 소수였다.
한국은 갑오개혁 이후 국가 공문서가 한자에서 일본어와 같이 국한 혼용체로 바뀌었고 일제강점기에는 공용어가 일본어로 바뀌었다. 일본은 서양 문화를 받아들이면서 많은 서양어(영어,독어)를 한자어로 만들어 사용했고 이 서양어를 한자어로 바꾼(예를 들어 Society=사회) 단어는 조선에서도 사용되었다. 일제강점기때에도 조선은 꾸준히 자국어인 조선어에 대한 열의는 높아졌다. 광복 이후 국한 혼용체는 한자 사용이 점점 사라지면서 60년대까지 이어지다가 박정희 정권이 한글만 사용하는 것을 지지함으로써 공문서에서 한자가 사라졌고 1980년대에서는 신문을 비롯한 민간에서도 한자 사용은 눈에 띄게 줄었다. 그러나 이후 다시 한자 교육을 부활하려는 움직임도 꾸준히 이어졌으며, 한자 능력검정시험 등 한자 교육을 활성화하기 위한 민간의 시도가 있다. 중학교와 고등학교에서는 한문이 선택 과목이며 수능시험에서도 제2외국어 선택과목으로 다루고 있다. 하지만 한자에 대한 필요성이 점점 줄어들고 있어 한문을 가르치기 보다는 대신 컴퓨터등 다른 과목을 공부하는 학교들이 늘고 있으며 한문을 가르치지 않는 학교도 늘고 있다. 또한 일상생활에서 한자를 읽거나 쓰는 일이 거의 없어서 한자를 모르는 한국인들이 대다수이다. 표기에서는 사라졌으나 한국어 어휘 가운데 특히 현대어에서 한자어가 차지하는 비중이 어느정도 있어서 한문을 공부하는 사람들도 있으며 국어사전에서는 한자도 같이 표기되기도 한다. 베트남에서도 종래의 한자 대신 민족어인 베트남어를 다듬기 위하여 번거로운 한자에 갈음하여 간결한 로마자가 도입되었다. 로마자 도입 이전에 쓰이던 한자에 바탕을 둔 표기체계인 쯔놈은 한문, 한자 지식이 바탕이 되어야 하여 지식인이 아닌 일반 대중은 쉽게 쓰기 어려웠으므로 초기에는 저항에 부딪혔으나, 곧 널리 받아들여졌다. 베트남어 표기 로마자체계인 꾸옥응으(국어자)는 베트남어의 여섯 성조를 나타내기 위해 부가기호를 덧붙여 눈으로 구별할 수 있어서 동음이의어 문제는 덜한 편이다. 베트남에서는 예전보다 한자 사용이 더 철저히 줄었다. 중화인민공화국에서는 문맹을 해결하기 위해 강희자전(정체)을 간략화하여 간체자를 쓰고 있다.

## 정체자, 간체자, 신자체
한자는 표어 문자이기 때문에 뜻이 다른 말을 구별하는데 편리하지만, 한자의 정체자(正體字)는 대체로 글자의 획수가 많아서 대량의 문장을 글로 작성하는 경우 불편함이 생긴다. 이에 따라 획수가 많은 한자는 일부 생략할 필요가 생기게 되었고, 중국에서는 간체자(简体字), 일본에서는 신자체(新字体) 등의 생략자들이 각국의 규격에 의해서 만들어졌다.
현대의 한국에서는 한자에 기반을 둔 단어를 표기할 때에도 한글을 이용해서 학술 분야, 고문서 해독 이외에는 기본적으로 한자 사용을 최소화하기 때문에 한자의 생략자라고 하는 개념이 없고, 한자를 쓸 때에는 정체자를 이용한다.
최근 들어서 한국에서도 동아시아의 공통 표의 문자로서 한자 사용을 재검토하자는 교육 분야의 의견이 받아들여져서, 한자의 생략자를 가능한 각국이 공통으로 사용할 수 있는 것으로 재구축하려는 움직임도 일어나고 있다. 그에 따라 1991년에 대한민국 주도로 개최된 국제 한자 회의가 정기적으로 개최되어 조요칸지의 자수를 정해 생략자의 표준화를 도모하는 등, 교육 관계자에 의한 관련자 회의와 협회 등도 개최되고 있다.

## 같이 보기
- 한자
- 정체자
- 간체자
- 신자체
- 상용한자
- 한국어의 한자
- 쯔놈